# Mario Sanclemente
Mario Sanclemente (Buga, Valle del Cauca, Colombia, 1940), también conocido como "El Loco" Sanclemente, fue un futbolista colombiano que jugaba de lateral derecho. Con la camiseta del Deportivo Cali logró ser campeón del fútbol profesional colombiano por 4 veces.

## Carrera
Sanclemente fue una figura importante en el fútbol colombiano de los años 60, aunque no disputó partidos con la Selección nacional colombiana. Fue un defensor de temperamento y entrega en la cancha.
El jugador vallecaucano actuó bajo la dirección del técnico Francisco "Pancho" Villegas con el conjunto del Deportivo Cúcuta en el año de 1964, con el cual disputó una temporada de alto nivel que terminó con el subtítulo de primera división. En 1965 se marchó a Cali junto al entrenador argentino para jugar con el Deportivo Cali. Jugando como lateral por el equipo "azucarero" consiguió ganar los títulos de 1965, 1967, 1969 y 1970, al lado de protagonistas del balompié colombiano de ese entonces, como el arquero argentino Isidro Olmos, el defensor Óscar López, el también lateral Joaquín Sánchez, el recordado volante central Mario Agudelo, Bernardo "El Cunda" Valencia y el goleador caleño Jorge Ramírez Gallego. Con la camiseta del Deportivo Cali actuó en 152 partidos, anotando 2 goles. 
A lo largo de su carrera defendió también las camisetas de Millonarios y del América de Cali.

## Clubes
| Club             | País     | Año       |
| ---------------- | -------- | --------- |
| Cúcuta Deportivo | Colombia | 1964      |
| Deportivo Cali   | Colombia | 1965-1970 |

## Palmarés
| Título                | Club           | País     | Año  |
| --------------------- | -------------- | -------- | ---- |
| Campeonato Colombiano | Deportivo Cali | Colombia | 1965 |
| Campeonato Colombiano | Deportivo Cali | Colombia | 1967 |
| Campeonato Colombiano | Deportivo Cali | Colombia | 1969 |
| Campeonato Colombiano | Deportivo Cali | Colombia | 1970 |